# Йохан Франц фон Траутзон
Йохан Франц фон Траутзон (на немски: Johann Franz von Trautson; * 1609; † 26 март 1663, Виена) от род Траутзон, е имперски граф на Фалкенщайн, фрайхер на Шпрехенщайн в Тирол и Долна Австрия, австрийски държавник и щатхалтер на Долна Австрия (1521 – 1749).

## Живот
Той е син на граф Паул Сикст III фон Траутзон († 1621) и съпругата му Сузана Вероника фон Мегау (1580 – 1648), сестра на Леонхард Хелфрид фон Мегау (1577 – 1644), дъщеря на фрайхер Фердинанд Хелфрих фон Мегау (1533 – 1585) и фрайин Сузана Вероника фон Харах (1558 – 1617).
Йохан Франц на 11 години загубва баща си. Той пораства заедно с бъдещия император Фердинанд III във Виенския двор. През 1634 г. той е извънреден императорски пратеник при Фердинанд Испански, кардинал-инфант, щатхалтер на Испанска Нидерландия. От 1637 до 1642 г. е маршал на Долно-австрийските съсловия, 1642 г. той става щатхалтер на Долна Австрия и остава такъв до смъртта си. През 1653 г. е приет в австрийския Орден на Златното руно.
Йохан Франц умира на 54 години във Виена на 26 март 1663 г. и е погребан във „фамилната Траутзон-крипта“ в църквата „Св. Михаел“ във Виена.

## Фамилия
Първи брак: на 10 февруари 1630 г. в Баден-Баден с принцеса Максимилиана Валбурга фон Хоенцолерн-Хехинген (* ок. 1609; † 10 април 1639, Виена), дъщеря на имперски граф, 1. княз Йохан Георг I фон Хоенцолерн-Хехинген (1577 – 1623) и графиня Франциска фон Залм-Ньофвил († 1619). Те имат седем деца:
- Фердинанд фон Траутзон (* 18 ноември 1631, Виена; † 31 юли 1650, Рим), граф на Фалкенщайн
- Паул Леополд фон Траутзон (* 15 ноември 1632; † 21 юли 1633)
- Ернст фон Траутзон (* 26 декември 1633, Виена; † 7 януари 1702, Виена), княжески епископ на Виена
- Паул Сикст V фон Траутзон (* 27 февруари 1635, Виена; † 1678), дипломат, женен 1664 г. за графиня Мария Катарина фон Кьонигсег-Аулендорф (* ок. 1645; † 11 януари 1680, Мадрид)
- Мария Цецилия фон Траутзон (* 4 април 1636, Виена; † 4 август 1670, Виена), омъжена 1656 г. за Бартоломеус Золер Марадас (+ 26 август 1670, Виена)
- Йохан Рудолф фон Траутзон (* 1637, Виена; † 1637, Виена)
- Мария Анна Сузана фон Траутзон (* 5 септември 1638, Виена; † умира неомъжена)

Втори брак: на 11 март 1640 г. във Виена с графиня Кристина Елизабет фон Мансфелд-Борнщет (1621 – 1648), дъщеря на граф Волфганг фон Мансфелд (1575 – 1638) и София Шенк фон Таутенбург († 1636). Те имат две деца:
- Франц Евзебиус фон Траутзон (* 30 януари 1642, Виена; † 30 юни 1728, Инсбрук), имперски граф на Фалкенщайн, женен на 20 февруари 1676 г. за Мария Анна Елизабет Цецилия фон Шпаур и Флафон († 29 август 1715)
- Мария Маргарета Елизабет фон Траутзон (* 11 юли 1643, Виена; † 30 ноември 1698)

Трети брак: през 1649 г. във Виена с фрайин Маргарета фон Рапах (* 1621; † 2 май 1705, Виена), дъщеря на граф Кристоф фон Рапах и София фон Зондерндорф. Те имат децата:
- Мария Кристина фон Траутзон (* ок. 1650; † 8 февруари 1719, Виена)
- Йохан Леополд Донат фон Траутзон (* 2 май 1659, Виена; † 18 май 1724, Ст. Пьолтен), 1. княз на Траутзон, женен за графиня Мария Терезия Унгнадин фон Вайсенволф (1678 – 1741) (